# Nothobomolochus kanagurta
Nothobomolochus kanagurta is een eenoogkreeftjessoort uit de familie van de Bomolochidae. De wetenschappelijke naam van de soort is voor het eerst geldig gepubliceerd in 1965 door Pillai.